# Rien à cacher (argument)
Pour l'émission de télévision, voir Rien à cacher.
« Rien à cacher » — ou, formulé de façon plus complète, « si vous n’avez rien à cacher, vous n’avez rien à craindre » — est un argument mis en avant pour soutenir que les analyses des données et les programmes de surveillance des gouvernements ne sont pas un problème pour la vie privée, dans la mesure où cette vie privée ne couvre pas d’activités illégales.
Le slogan « Si vous n’avez rien à cacher, vous n’avez rien à craindre » a été utilisé dans le programme de vidéosurveillance pratiqué dans les villes du Royaume-Uni.

## Récurrence de l’argument
Cet argument est communément utilisé dans les discussions portant sur la vie privée. Geoffrey Stone, juriste américain, a déclaré que cet argument est « bien trop commun ».
Bruce Schneier, un expert en sécurité des données et cryptologue, décrit cela comme « l’argument le plus courant contre les défenseurs de la vie privée ». Colin J. Bennett, l’auteur de The Privacy Advocates, affirme que les défenseurs de la vie privée « sont constamment amenés à réfuter » l’argument.
Bennett explique que la majorité des gens « passent leur vie à croire que les processus de surveillance ne sont pas dirigés vers eux, mais vers les malfaiteurs » et ceci dans « le but principal que ces mécanismes de surveillance soient dirigés vers les autres » malgré « les données qui indiquent que la surveillance des individus est devenue une routine et opérée quotidiennement ».

## Points de vue

### En faveur
Lorsqu’il est invoqué, cet argument fait appel au bon sens de l’interlocuteur : quelqu’un qui n’a rien à cacher, rien à se reprocher ne sera pas ciblé par un programme d’analyse de données ou de surveillance, ou tout du moins ne s’en trouvera pas concrètement affecté.
Eric Schmidt, à l’époque PDG de Google, a déclaré en 2009 :
« Je pense qu’il faut faire preuve de jugeote. S’il y a quelque chose que vous faites et que personne ne doit savoir, peut-être qu’il faudrait ne pas le faire en premier lieu. Si vous avez besoin qu’on respecte à ce point votre vie privée, le fait est que les moteurs de recherche — y compris Google — enregistrent et conservent des informations pendant un certain temps. Il faut bien se rendre compte que nous, aux États-Unis, sommes soumis au Patriot Act et donc qu’il est possible que toutes ces informations soient mises à la disposition des autorités à leur demande. »
Lors de la discussion sur le programme MAINWAY (en), l’ancien sénateur américain et leader de la majorité républicaine Trent Lott a tenu ces propos :
« De quoi les gens ont-ils peur ? Quel est le problème ? Faites-vous quelque chose que vous n’êtes pas censés faire ? »
Le 4 novembre 2015, au cours d'un débat au sujet d'une nouvelle loi sur la surveillance, le membre du Parti Conservateur britannique Richard Graham est accusé d'avoir cité Joseph Goebbels: « Si vous n'avez rien à cacher, vous n'avez rien à craindre. »

### Opposition
Lorsque l’argument du « rien à cacher » est utilisé dans des débats portant sur la vie privée, plusieurs arguments lui sont opposés.

#### Importance de la vie privée
Emilio Mordini, philosophe et psychanalyste, explique que l’argument est paradoxal. L’être humain n’a pas besoin d’avoir « quelque chose à cacher » pour cacher « quelque chose ». L’important n’est pas ce qui est caché, mais plutôt l’expérience de posséder une aire privée, intime, qui peut être cachée, ou dont l’accès peut être restreint. Du point de vue de la psychologie, nous deviendrions des individus lorsque nous découvrons que nous avons le pouvoir de cacher quelque chose aux autres.
C’est pourquoi nous n’accepterions pas, comme l’explique Jean-Marc Manach, de placer des caméras de vidéosurveillance dans les chambres à coucher ; ni même d’en équiper tous les enfants pour lutter contre les actes de pédophilie.
Sur le même sujet, Adam D. Moore donne un exemple moins « extrême » :
« Imaginez qu’en sortant de votre maison, un jour, vous trouviez quelqu’un en train de fouiller votre poubelle, de recoller laborieusement les notes déchirées et de rassembler les documents qu’il y trouve. En réponse à votre silence stupéfait, il proclame : “Vous n’avez aucune raison de vous inquiéter — il n’y a rien à cacher, n’est-ce pas ?” — »
Moore ajoute que certains individus peuvent souhaiter dissimuler un comportement qui est mal accepté par la culture dominante. Il prend pour exemple l’historique médical ou sexuel d’une personne, ou bien de modes de vie « alternatifs » mal acceptés par la majorité, et que tout le monde n’est pas prêt à divulguer. Les opposants au « rien à cacher » soulignent d’ailleurs que les personnes qui emploient cet argument ne réalisent pas toujours à quel point le croisement des données permet d’obtenir des informations poussées sur leur situation : des réseaux sociaux, des moteurs de recherche, des sociétés bancaires, des grandes surfaces (via l’usage de cartes de fidélité) par exemple, peuvent disposer de suffisamment d’informations pour deviner l’état émotionnel d’un individu, pour détecter le moment où il entame une relation amoureuse, pour obtenir des éléments sur son orientation sexuelle ou politique, sur son hygiène de vie (en fonction des produits achetés) ou sa situation financière (note de solvabilité). En somme, un graphe social plus ou moins complet peut être dressé grâce aux métadonnées.  

Plus généralement, le fait, pour un individu, de se savoir potentiellement surveillé peut l’amener à modifier son comportement et à s’autocensurer,. C’est le principe du panoptique de Jeremy Bentham, qui imagine une prison où les détenus sont surveillés en permanence. Le principe a été repris et étendu plus tard par Michel Foucault, et Gilles Deleuze le résume ainsi : 
« La formule abstraite du Panoptisme n’est plus “voir sans être vu”, mais “imposer une conduite quelconque à une multiplicité humaine quelconque”. »
 Comme l’énonce le roman 1984 de George Orwell, le plus dangereux dans une telle situation n’est pas d’être surveillé en continu, mais de savoir que l’on est susceptible de l’être à tout instant (puisqu’il est de toute manière impossible de vérifier si l’on est observé ou non). La mise en place d’une surveillance généralisée pourrait donc influer sur le comportement de la société entière.

#### Protection de soi, protection de son entourage
Ne pas se sentir concerné par la collecte de ses données personnelles est une chose ; mais pour certains, défendre sa vie privée revient aussi à défendre celle de son entourage. Le principe est le suivant : si personnellement je ne prête pas d’importance à ce que les données de mes échanges et communications soient collectées, rien ne m’assure que parmi mes correspondants, tous seront du même avis. Pour Laurent Chemla, protéger sa vie privée, c’est aussi et avant tout protéger celle de ses proches, ou même celle d’individus inconnus dont on croise le chemin. Il donne ainsi les exemples de photographies innocentes prises à côté d’une « personne d’intérêt » : le système de géolocalisation de l’appareil photo utilisé peut alors permettre de retrouver précisément la personne reconnue sur l’arrière-plan de l’image, sans que celle-ci ait un lien quelconque avec le photographe. Le raisonnement s’applique aussi sur la traque des rhinocéros par les contrebandiers, friands de photographies prises par les touristes car leur permettant de localiser les animaux.
Ce point est aussi à mettre en relation avec les systèmes de surveillance qui, lorsqu’ils ciblent un individu, vont également s’intéresser à son entourage plus ou moins proche, souvent sur deux à trois degrés de connaissances. Les opposants de l’argument « rien à cacher » s’en servent pour expliquer que même quelqu’un qui n’a rien à se reprocher, et qui ne constitue pas une cible cohérente a priori pour des activités de surveillance, peut se retrouver impliqué par l’un de ses contacts. Chacun serait donc non seulement responsable de la vie privée de son entourage, mais aussi, réciproquement, susceptible d’être mis sous surveillance en fonction des agissements de ses proches.

#### Mauvais usage des données collectées
Le professeur de droit Daniel J. Solove (en) a exprimé son opposition au « rien à cacher » : il affirme qu’un gouvernement, et par extension toute organisation collectant des données, peut diffuser sur une personne des informations susceptibles de lui nuire, ou bien utiliser des informations la concernant pour lui refuser l’accès à certains services, même si cette personne n’a commis en pratique aucune mauvaise action. Solove prétend même qu’il est possible de causer du tort à quelqu’un par erreur à partir des données recueillies. Il n’est pas exclu en effet que des données soient diffusées par mégarde, ou bien que quelqu’un obtienne un accès frauduleux à leur support de stockage.

Mais plus généralement encore se pose la question de la réutilisation des données. Lorsque celles-ci ne sont pas collectées de façon transparente, est-il possible de s’assurer qu’il n’y aura pas de dérives ? C’est la question du poète Juvénal dans ses satires : 
« Mais qui va garder ces gardiens ? »
Bruce Schneier va jusqu’à citer le cardinal de Richelieu : 
« Donnez-moi deux lignes de la main d’un homme, et j’y trouverai de quoi suffire à sa condamnation. »
 Il indique par là qu’un gouvernement pourra toujours trouver des aspects, dans la vie d’un individu, permettant de le condamner ou de le faire chanter. C’est l’exemple du roman Le Procès de Kafka, dont l’accusé ignore à la fois les torts qui lui sont reprochés et les informations dont disposent les juges à son égard.
Solove s’inspire d’ailleurs de cet ouvrage pour expliquer le côté inéquitable de l’argument du « rien à cacher ». Pour lui, l’argument se fonde sur une conception de la vie privée comme un droit individuel qui interfère, ou entre en conflit, avec les intérêts même de la société. Or il affirme que « La vie privée a une valeur sociale. Même quand elle protège l’individu, elle le fait pour le bien de la société ».  
Un autre argument important, et qui découle du précédent, est la persistance des données collectées dans le temps : rien ne garantit que leur usage sera toujours le même que celui qui aura été annoncé initialement. Par exemple, le cas des Juifs d’Allemagne, qui sont allés se déclarer en 1936, avant que l'ampleur du projet de leur répression ne soit dévoilée. Rien ne garantit qu’un comportement toléré aujourd’hui le soit toujours dans le futur. 

Enfin, les données personnelles peuvent également être utilisées et analysées par des sociétés privées pour adapter leur offre en fonction du profil qu'elles auront dressé. C'est d'ailleurs ce que met en avant l'analyste Klara Weiand dans le documentaire Nothing to Hide : 
« Une assurance pourrait devenir plus chère pour vous, le prix de marchandises pourrait également varier en fonction de votre revenu estimé et de votre propension à acheter ces produits. »

#### Réticence des responsables
Les responsables des organisations qui mettent en place des programmes d’analyse des données ne sont pas toujours enclins à faire sur leur propre vie privée les concessions qu’ils entendent imposer à grande échelle aux autres, et sont parfois pointés du doigt à ce sujet
. Si eux-mêmes semblent avoir des choses à dissimuler, l’argument du « rien à cacher » qu’ils promeuvent peut sembler moins crédible.

#### Utilité discutable de la surveillance
En plus de ces arguments opposés aux tenants du « rien à cacher », l’efficacité des systèmes de vidéosurveillance ou de surveillance des télécommunications est régulièrement mise en cause.

#### Risques de suspicion
Le fait de refuser d'être surveillé, testé ou contrôlé pourrait créer un sentiment de suspicion et retirer la légitimité du refus. Le 12 février 2025, la présidente de l'Assemblée nationale Yaël Braun-Pivet l'a rappelé en parlant du « refus légitime de s'y soumettre pouvant créer une suspicion à leur endroit ».

### Filmographie
- 2017 : Nothing to Hide (documentaire)